# 通州舊城西門

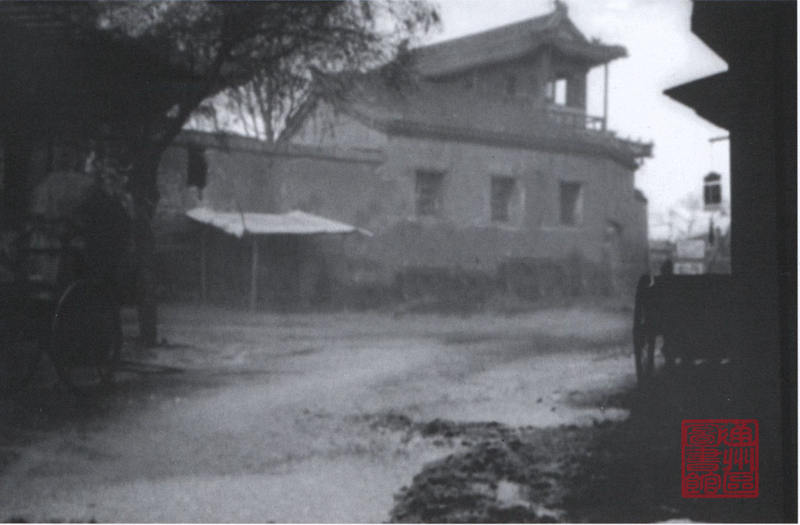
伏魔大帝宮

通州舊城西門是通州舊城城墙中的西门，位于今西大街与车站路交叉口，现已拆除。城门题为朝天，是朝向天子所在的北京的城门。

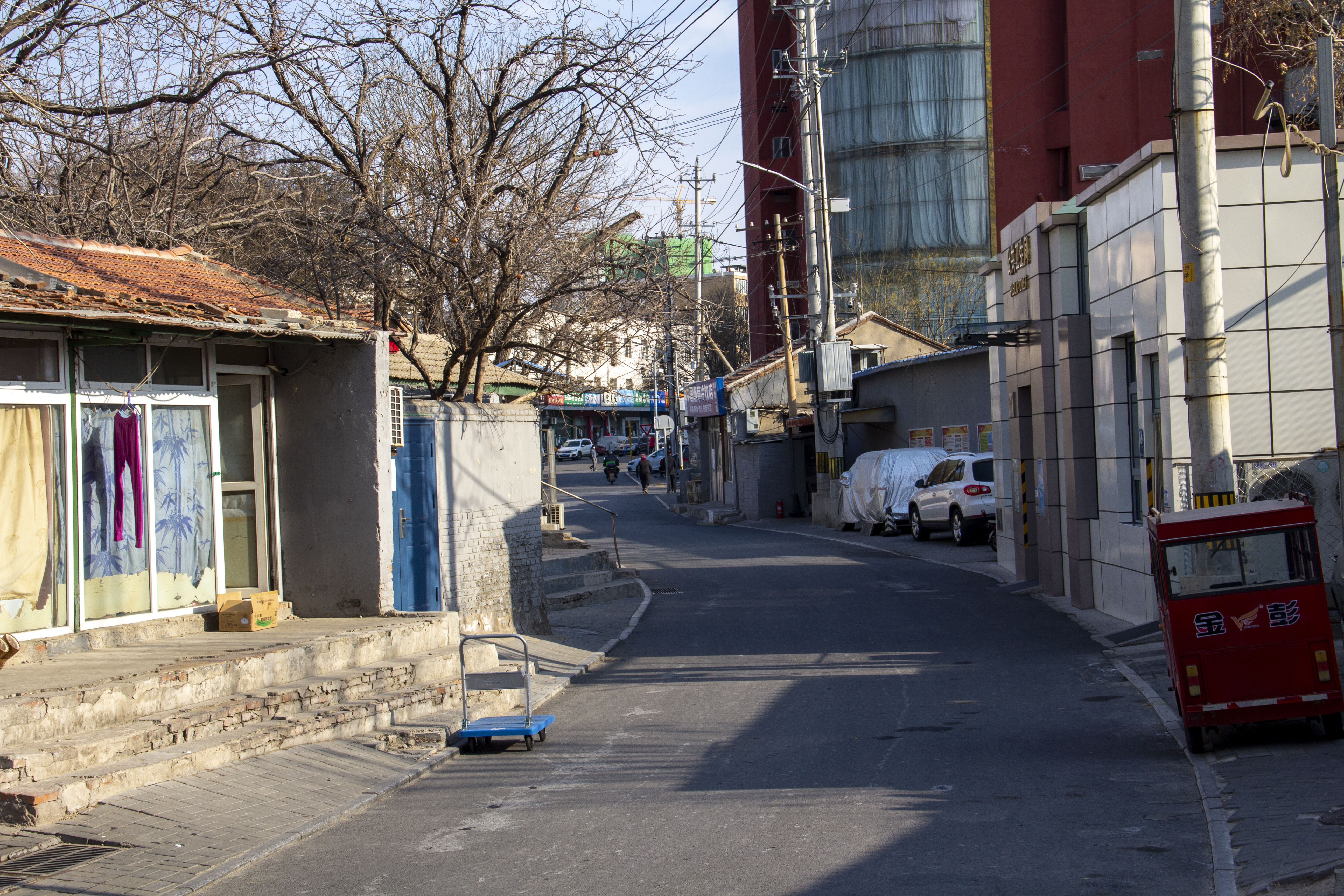
中山大街东端现在是弯道。

正统十四年（1449年），开始在舊城西门外修筑通州新城。乾隆三十年（1765年），旧城西墙拆除一百八十二丈，新城与旧城合并，旧城西门侧面开道，称新街口。第二年，舊城西门两门城楼正面建立了伏魔大帝宫（俗称大关帝庙），主要供奉关羽，城楼变为山门。
|  | 通州 新城 北門 南門 新城南門 西門 東門 北極閣 文昌閣 敵樓 舊敵樓 鼓樓 文殊塔 南溪閘 減水閘 通流閘 新城大街 西大街 北大街 东大街 南关大街 南大街 西顺城街 天成巷 帥府街 東關大街 十字街 大、小紅牌樓胡同 新街下坡胡同 新街口 西倉 南倉 中倉 馬家胡同 熊家胡同 四眼井胡同 史家胡同 白將胡同 大条胡同 二条 三条胡同 小燒酒胡同 半截胡同 大燒酒胡同 中倉胡同 倉溝 史家胡同 石板胡同 如意胡同 蔡家胡同 教子胡同 東塔胡同 前剪子巷 后剪子巷 豆腐巷 八里橋 通利橋 哈叭橋 善人橋 臥虎橋 吾党橋 東水關 南水關 東海 西海 葫蘆頭 石壩 土壩 北運河 通州衛 理事廳 倉場署 刑錢府 江蘇局 浙江局 貢院 後營 東營房 西營房胡同 定邊衛 北後街 南街 黃亭 聖教寺 慈航寺 靜安寺 觀昌寺 文廟 武聖廟 大關廟 龍王觀 三官廟 萬壽宫 碧霞宫 射園 北果市 牛市口 魚市 糧食市 江米店 東柵欄口 西柵欄口 玉带河 |
|  | 光緒《通州志》中的“城池圖” |